# فرودگاه تیکو
فرودگاه تیکو  (به انگلیسی: Tiko Airport) یک فرودگاه همگانی با کد یاتا TKC است که یک باند فرود آسفالت دارد و طول باند آن ۱۳۷۵ متر است. این فرودگاه در کشور کامرون قرار دارد و در ارتفاع ۴۶ متری از سطح دریا واقع شده است.